# خیو سامفان
خیو سامفان (انگلیسی: Khieu Samphan; (زاده ۲۸ ژوئیه ۱۹۳۱) سیاستمدار کمونیست اهل کامبوج است.